# Danyang (Grobogan)
Danyang is een bestuurslaag in het regentschap Grobogan van de provincie Midden-Java, Indonesië. Danyang telt 8743 inwoners (volkstelling 2010).